# My Friend (Hayley Williams)
My Friend è un singolo della cantante statunitense Hayley Williams, pubblicato il 9 aprile 2020 come terzo estratto dal suo secondo EP Petals for Armor II.

## Video musicale
Similmente a come fatto per i lyric video realizzati per i precedenti singoli, il lyric video di My Friend è un collage di vari video girati durante le registrazioni dell'album e del fotoset realizzato per lo stesso.

## Tracce
Testi e musiche di Hayley Williams e Joey Howard.
1. My Friend – 3:39

## Formazione
- Hayley Williams – voce, tastiera
- Taylor York – produzione, strumenti aggiuntivi
- Joey Howard – basso, tastiera, programmazione, produzione aggiuntiva
- Aaron Steel – batteria
- Carlos de la Garza – missaggio, ingegneria del suono, produzione aggiuntiva
- Kevin "K-Bo" Boettger – assistenza all'ingegneria del suono
- Michael Craver – assistenza all'ingegneria del suono, assistenza al missaggio
- David Fitzgibbons – assistenza all'ingegneria del suono, assistenza al missaggio
- Michelle Freetly – assistenza all'ingegneria del suono
- Jake Butler – assistenza all'ingegneria del suono
- Dave Cooley – mastering